# Aldeias Altas
Aldeias Altas è un comune del Brasile nello Stato del Maranhão, parte della mesoregione del Leste Maranhense e della microregione di Coelho Neto.